# Арбанаси
Арбана́си (болг. Арбанаси) — село у Великотирновській області Болгарії. Входить до складу общини Велико-Тирново.

## Історія
У поселенні збереглися оригінальні церкви та будинки XVI—XVII століття, 36 з них є пам'ятками культури. Інтер'єри споруд багато декоровані, зокрема живописом та різьбленням. Село входить до переліку 100 туристичних об'єктів Болгарії під № 11.

## Населення
За даними перепису населення 2011 року у селі проживали 303 особи.
Національний склад населення села:
| Національність   | Кількість осіб | Відсоток |
| ---------------- | -------------- | -------- |
| болгари          | 290            | 97,3 %   |
| турки            | 0              | 0 %      |
| цигани           | 0              | 0 %      |
| інша             | 0              | 0 %      |
| не визначились   | 8              | 2,7 %    |
| Всього відповіли | 298            |          |

Розподіл населення за віком у 2011 році:
Динаміка населення: